# Ademir Fonseca
Ademir Fonseca dos Santos (Nepomuceno,  18 de janeiro de 1963) é um treinador e ex-futebolista brasileiro. 

## Carreira como jogador
Ademir Fonseca iniciou sua carreira no Botafogo. Em seguida teve passagens, por: Vitória, Santa Cruz-RN, Volta Redonda, Atlético Paranaense, Bragantino e Ituano, onde encerrou a carreira devido a um problema no joelho. 

## Carreira como treinador
Começou a carreira como treinador no Ituano em 1997 e em 2002, com o Ituano novamente conquistou o Campeonato Paulista de Futebol de 2002. 
Além disso, treinou outras equipes, tais como:Sãocarlense em 1998, Madureira, CRB no qual conquistou o acesso a Série B de 2015, Volta Redonda, Tupi, Marcílio Dias, Rio Branco–SP, América-RN Joinville, Mogi Mirim, Ipatinga, Cabofriense, Paysandu no qual conquistou o Campeonato Paraense de 2006, América-RJ, Gama, Bangu, Rio Branco de Americano, em seguida assumiu o comando do Vila Nova pelo qual livrou a equipe do descenso a Série C e Tupi.
No início de 2011 comandou o Oeste, durante pouco tempo. Depois assumiu o comando do São Caetano, meses depois assumiu o comando do Fortaleza, por onde ficou por pouco tempo até receber uma proposta para ser treinador do Goiás, tendo meses depois pedindo demissão.
No dia 26 de setembro de 2011, Ademir Fonseca vai dirigir o Caldense. e em julho de 2012, foi anunciado como novo treinador do ABC.
Para a temporada 2014, assume novamente o comando do Oeste. No mesmo ano foi demitido do clube de Itápolis.
No ano de 2014 ainda acertou com o CRB para livrar a equipe alagoana do rebaixamento no Campeonato Brasileiro da Série C de 2014, Ademir Fonseca conseguiu alcançar a meta do clube e levou a equipe a Série B do brasileirão de 2015. Em 19 de março de 2015, pediu demissão da equipe, o motivo foi falta de resultados na Copa do Nordeste de 2015.
Em 29 de março de 2015, o Guarani Futebol Clube acertou sua contratação para comandar a equipe no restante da temporada, tendo pela frente a continuação do Campeonato Paulista Série A2 e o Campeonato Brasileiro Série C. Em 1 de junho de 2015, Ademir Fonseca foi demitido do comando do Guarani Futebol Clube, após um empate diante do Tupi Football Club no Campeonato Brasileiro Série C, Ademir disputou duas competições com o clube de Campinas o restante do paulista A2 e o começo do brasileiro série C, ao todo foram nove jogos no comando do Bugre com três vitórias, três empates e três derrotas.
No dia 13 de janeiro de 2016, a URT anunciou a contratação de Ademir Fonseca para a temporada de 2016, é a primeira vez que Ademir comanda o clube de Patos de Minas.Ademir Fonseca fez uma ótima companha sob o comando da URT, ele levou a equipe mineira a semi-final do Campeonato Mineiro 2016 - Módulo I e conseguiu uma vaga no Campeonato Brasileiro Série D. Após o término de seu contrato não permaneceu na equipe mineira.
Em 22 de novembro de 2016, após o período de 5 meses no Alshoulla FC, da Arábia Saudita, Ademir Fonseca acerta com o Resende Futebol Clube, do Rio de Janeiro, para o Campeonato Carioca de 2017, essa será a primeira passagem de Ademir pelo clube carioca. Após o fim do Campeonato Carioca de 2017, Ademir deixou o comando do Resende. Ele comando o clube em 11 jogos, sendo duas vitórias, dois empates e sete derrotas.
No dia 01 de agosto de 2017 foi contratado pelo Botafogo-PB, após uma sequência ruim de 05 derrotas do treinador Itamar Schulle, que foi demitido. O treinador ficará até o final da Série C do Brasileiro 2017 na equipe paraibana. Ademir deixou o comando do  Botafogo-PB no final de setembro de 2017, ele comandou o clube da Paraíba em quatro partidas, sendo três derrotas e uma vitória na Série C do Brasileirão.
Em 30 de janeiro de 2018, Ademir Fonseca foi anunciado como novo treinador do Ferroviário-CE para o restante da temporada, ele vem para o clube cearense com o objetivo de resgatar os bons resultados no Cearense e comandar o Ferrim  na Série D, Copa do Nordeste e Copa do Brasil. Em 05 de abril de 2018, Ademir Fonseca não resistiu a derrota por 4 a 0 diante do Atlético Mineiro na Copa do Brasil e deixou o clube, o treinador comandou o tradicional clube cearense na melhor campanha que a equipe realizou na Copa do Brasil, passando por Confiança, Sport e Vila Nova, mas com a queda no estadual e na regional Copa do Nordeste, houve a troca de comando e Ademir Fonseca deixa o clube nas quartas de final da Copa do Brasil.
No dia 10 de dezembro de 2018, o Uberlândia anunciou Ademir Fonseca como novo técnico da equipe, o experiente treinador chega com o objetivo de conseguir levar de volta o clube do triângulo mineiro para a elite do estadual. Ademir irá comandar o Verdão no módulo II e juntamento com a diretoria já trabalha para formação do elenco de 2019. No comando do Uberlândia após uma partida da equipe Ademir Fonseca passou mal e foi hospitalizado em março como o treinador ficaria hospitalizado para tratamento, seu filho Winnícius Marquezine conduziu a equipe como técnico interino até a melhora de seu paicom Ademir Fonseca recuperado os dois juntamento com o elenco, diretoria e funcionários do Uberlândia comemoraram no fim de abril a volta do clube para a elite do Mineiro, após a vitória de 3 a 0 sobre o Serranense.
Em 17 de maio de 2019, a diretoria do Tupi anunciou a contratação do técnico Ademir Fonseca para conduzir a equipe na sequência da Série D, ele encontra a equipe na lanterna do grupo na competição, somando apenas 1 ponto, essa será a terceira passagem no comando do Tupi .
No primeiro semestre de 2020 Ademir Fonseca comandou a URT no Campeonato Mineiro, com a parada dos campeonatos causada pela pandemia do Coronavírus, o clube mineiro resolveu rescindir o contrato da comissão técnica e de seus jogadores. 
Embora com o fim do contrato e a parada do campeonato, o treinador deixou a equipe de Patos de Minas com os objetivos praticamente encaminhados, permanência garantida na elite do estadual e lutando por vaga na Série D de 2021, restando apenas duas rodadas para o fim da primeira fase da competição.
A diretoria do Villa Nova-MG anunciou em junho Ademir Fonseca para comandar a equipe na volta do futebol que estava parado em decorrência da pandemia do Coronavírus, ele comandará o Leão do Bonfim no restante do estadual e na Série D.
Em 2 de março de 2021, a diretoria do ASA confirmou Ademir Fonseca para comandar a equipe na sequência do Campeonato Alagoano e posteriormente na Série D, sendo dispensado em setembro do mesmo ano.

## Títulos
Ituano
- Campeonato Paulista: 2002

Paysandu
- Campeonato Paraense: 2006

CRB
- Campeonato Alagoano: 2013